# David Sirota

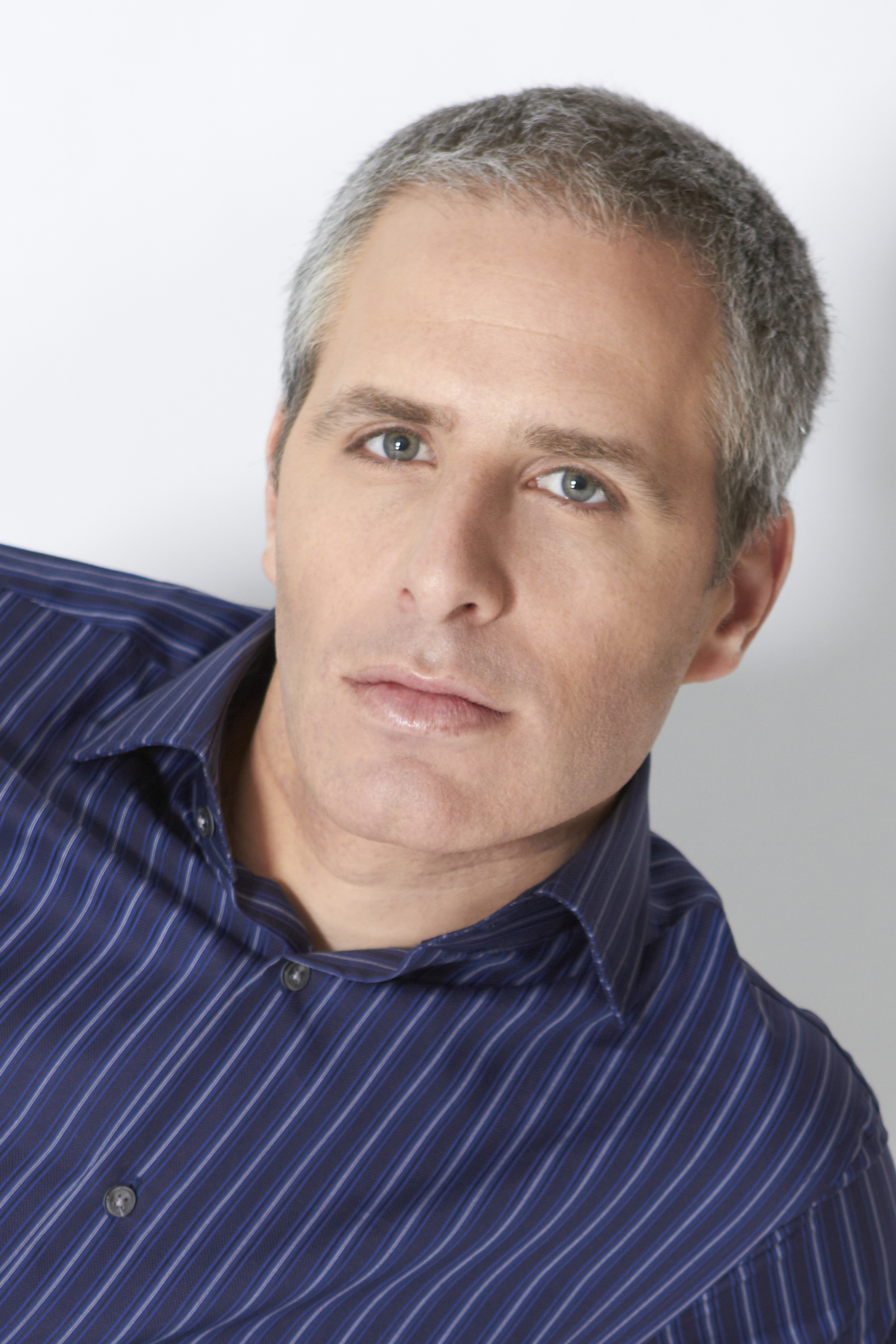
David Sirota (2010)

David J. Sirota (geboren am 2. November 1975) ist ein US-amerikanischer Journalist, Kolumnist der Zeitung The Guardian, Herausgeber für Jacobin, Autor, Fernsehschriftsteller und Drehbuchautor. Er ist ebenso ein politischer Kommentator sowie Hörfunksprecher in Denver.
Er ist ein nationaler Kolumnist, der seine Kolumnen in mehreren Zeitungen veröffentlicht. Außerdem ist er politischer Sprecher sowie Blogger. Er begann im Mai 2019 als leitender Berater und Redenschreiber für Bernie Sanders’ Kampagne um die US-Präsidentschaft 2020 zu arbeiten. Des Weiteren erhielt er 2022 eine Nominierung für den Academy Award für das beste originale Drehbuch (Best Original Screenplay), da er die Handlung für den Netflix-Film Don’t Look Up mit dem Co-Autor sowie Regisseur Adam McKay entwarf. Er ist der Gründer des Medienkanals The Lever.

## Leben und Bildung
Sirota wurde in New Haven, Connecticut, geboren und wuchs in den Vorstädten des Montgomery County außerhalb Philadelphias, Pennsylvania, auf. Nachdem er die William Penn Charter School besucht hatte, setzte er seine Bildung an der Northwestern University fort, wo er seinen Bachelor für Journalismus sowie politische Wissenschaft erhielt. Er lebte in mehreren Städten innerhalb des Landes wie Philadelphia, Chicago, San Diego, Washington D.C., Helena und Denver.

## Karriere

### Politik
Seine Karriere in politischen Kampagnen begann, als er Forschungsleiter für Illinois’ Staatssenator Howard W. Carroll war, der erfolglos für das Repräsentantenhaus der USA kandidierte. 1999 arbeitete Sirota als stellvertretender Kampagnenmanager für Dwight Evans in Philadelphia. Er wurde jedoch aufgrund seines "übereifrigen Verhaltens" entlassen, welches anhand des Erstellens einer falschen Website über den Opponenten John White, die Rassen bezogene sowie schädigende Kommentare beinhaltete. Evans behauptete, dass Sirota diese Website nicht erstellt hätte, sondern dass er darüber mit einem ehemaligen Collegemitbewohner gesprochen habe, der sie erstellt hätte. Sirota wurde danach Fundraiser für Joe Hoeffel in seiner ersten erfolgreichen Kampagne für das Repräsentantenhaus in Pennsylvanias 13tem Kongressdistrikt. Später zog er nach Washington D.C. und arbeitete in der politischen Abteilung des American Israel Public Affairs Committee. Als Nächstes arbeitete er als Pressehelfer und Sprecher für Bernie Sanders.
Sirota diente als Sprecher für das House Appropriations Committee. Er kreierte den Entwicklungsbericht für die liberale Forschungs- und Lobbygruppe Center for American Progress. 2003 wurde Sirota von der Newsweek als "politischer Facharbeiter" bezeichnet. Laut dem Artikel gehören Emails zur Sirotas Hauptwaffe. Er wurde als "Internetkind der Clinton War Room Generation" beschrieben.

## Politische Ansichten
Sirota ist ein Kritiker der neoliberalen Ökonomie und äußerte Kritik an den Amtszeiten von Clinton, George W. Bush sowie Obama. Er unterstützte John Ewards in den demokratischen Parteivorwahlen 2008.

## Familie
Sirotas Ehefrau Emily Sirota gab im Januar 2018 ihre Kandidatur für einen Sitz im Colorado House of Representatives bekannt und versprach dabei ein "mutiges, progressives Programm". Im Juni gewann sie die demokratische Vorwahl im neunten Distrikt, welches im südöstlichen Denver liegt. Im November gewann sie die General Election mit einer Wahlquote von 72 %.

## Darstellung in der Literatur
David Sirota war ein Schulkamerad des Fernsehproduzenten und Schriftstellers Adam F. Goldberg. Sirota erschien als Nebenfigur in der ABC-Fernsehkomödie The Goldbergs, welche auf der Kindheit Goldbergs basiert, der von Sam Kindseth dargestellt wird. Die Folge "Van People" wurde Sirota gewidmet und beinhaltet Archivmaterial aus Sirotas Zeit in der William Penn Charter School. Zudem zeigte die Folge auch seinen Auftritt in The Colbert Report.

## Filmographie
| Jahr | Titel                             | Autor    | Er selbst | Hinweis                                                                                        |
| ---- | --------------------------------- | -------- | --------- | ---------------------------------------------------------------------------------------------- |
| 2013 | The '80s: The Decade That Made Us | Ja       | Ja        | Miniserie                                                                                      |
| 2018 | The '90s Greatest                 | Ja       | Ja        | Miniserie                                                                                      |
| 2021 | Don't Look Up                     | Handlung | Nein      | Anfang als Drehbuchautor nominierter Co-Produzent - Academy Award for Best Original Screenplay |